# Eugen Jäger

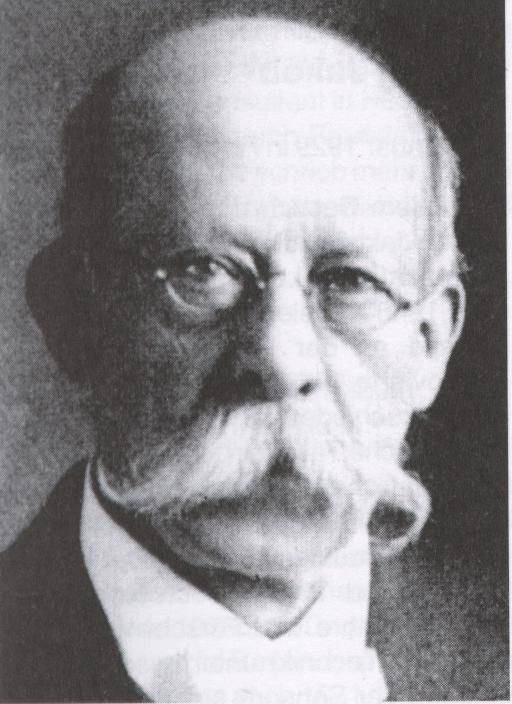
Eugen Jäger

Eugen Jäger (Taufname Franz Paul Joseph Eugen Jäger; * 27. August 1842 in Annweiler am Trifels, Pfalz (Bayern); † 7. Mai 1926 in Speyer) war ein katholischer Verleger, Publizist und Abgeordneter der Deutschen Zentrumspartei. Er saß in der Kammer der Abgeordneten (Bayern) und im Reichstag (Deutsches Kaiserreich). Zu seiner Zeit war er einer der aktivsten und bekanntesten katholischen Laien im Bistum Speyer. Er veröffentlichte auch unter dem Pseudonym P. v. Rhein.

## Leben und Wirken
Eugen Jäger wurde als erstes von vier Kindern geboren. Seine Eltern waren der praktische Arzt Lukas Jäger aus Harthausen und Apollonia Josefa Ludowika geb. Martin aus Kaiserslautern. Der Vater, selbst politisch sehr rührig, gründete 1849 in Speyer die Pfälzer Zeitung, als „christlich-konservatives Kampforgan für die Königstreuen“. Er betätigte sich zwischen 1849 und 1858 als konservativer bayerischer Landtagsabgeordneter.
Sein Bruder Franz (1844–1883) war Arzt in Edenkoben. Sein Bruder Richard (1845–1899) war Soldat und brachte es in der Bayerischen Armee bis zum Oberstleutnant. Er heiratete 1875 Dora Bronzetti (1850–1934), die Tochter des Generalmajors Heinrich Bronzetti (1815–1882) und Enkelin von Carl Joseph Bronzetti (1788–1854). Dessen gleichnamiger Enkel Richard Jaeger führte die politische Tätigkeit von Eugen Jäger als Bundestagsabgeordneter und Bundesjustizminister fort. Seine Schwester Luise (1846–1926) heiratete den späteren Präsidenten des bayerischen Senates am Reichsmilitärgericht Rudolph von Richter (1835–1919).
Der Sohn des Parlamentariers wuchs teilweise in München auf, besuchte das Karl-Friedrich-Gymnasium Mannheim und das Gymnasium am Kaiserdom. Er studierte an der TH Karlsruhe, der TH München und der ETH ZürichNaturwissenschaften und Ingenieurwesen. Dabei setzte sich Jäger während seines Studiums in München als Mitbegründer der damaligen Burschenschaft und späterem Corps Germania München (in 1863, als deren erster Sprecher) besonders für die gesellschaftliche Anerkennung der Studenten an den höheren technischen Lehranstalten ein. Er gehörte seit 1860 der Karlsruher Burschenschaft Teutonia an, trat aber 1862 aus. Seit 1881 war er Ehrenmitglied der katholischen Studentenverbindung KDStV Markomannia Würzburg und seit 1901 der KDStV Aenania München.
Schon 1866 wurde Eugen Jäger von seinem Vater nach Speyer zurückgerufen, da dieser die Arbeit an seiner Pfälzer Zeitung nicht mehr allein bewältigen konnte. Er trat nun in dessen Fußstapfen, war weniger naturwissenschaftlich, als vielmehr humanistisch, religiös und politisch tätig. 1867 wurde er in München zum Dr. phil. promoviert. 1873/74 trat Jäger in einen kurzen Briefwechsel mit Karl Marx.

### Verlag in Speyer

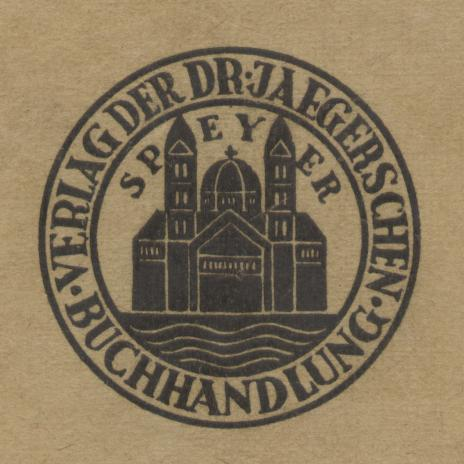
Firmenemblem, Jägerscher Verlag, Speyer.

Als der Vater 1874 starb, übernahm der Sohn Zeitung und Verlagshaus in Speyer. 1876 gründete Eugen Jäger die katholischen Zeitungen Rheinisches Volksblatt für Speyer und wenig später das Pfälzer Volksblatt für die Bezirke Ludwigshafen am Rhein und Frankenthal (Pfalz). 1889 gliederte Jäger dem Zeitungsverlag eine Buchhandlung an, in Ludwigshafen entstand eine Zweigniederlassung. Das Unternehmen firmierte unter: Jägersche Buchdruckerei und Buchhandlung, Speyer und Ludwigshafen.
Schon 1874 hatte Jäger seine vom Vater übernommene Pfälzer Zeitung, als eines ihrer offiziellen Presseorgane, in die Zentrumspartei überführt. In den 90er Jahren sah er sich durch seine politische Tätigkeit gezwungen, die Redaktion seiner Zeitungen anderen zu überlassen.

### Politik
1882 gründete er zusammen mit dem Priester Franz Xaver Schädler und dem Deidesheimer Weingutsbesitzer Johann Julius Siben den Pfälzischen Zentrumsverein (Regionalverband der Partei), den er ab 1907 als Vorsitzender leitete.
Von 1887 bis 1911 war Eugen Jäger für die Deutsche Zentrumspartei Mitglied des Bayerischen Abgeordnetenkammer, 1898 bis 1918 auch des Deutschen Reichstags, beides für den schwäbischen Wahlkreis Dillingen. 1919 bis 1920 saß er als Abgeordneter des Kreises Germersheim, erneut für die Bayerische Volkspartei im Landtag zu München. In dieser Zeit fungierte Eugen Jäger als Alterspräsident des Parlaments. Er präsidierte u. a. die denkwürdige Landtagssitzung vom 21. Februar 1919, in deren Verlauf zwei Abgeordnete ermordet wurden. Als am 21. Februar 1919 der bisherige Ministerpräsident Kurt Eisner (USPD) auf dem Weg zur Landtagssitzung einem Attentat zum Opfer gefallen war, drangen aufgebrachte Anhänger Eisners gewaltsam in den Landtag ein und erschossen die Abgeordneten Heinrich Osel und Major Paul Ritter von Jahreiß (Referent im bayerischen Kriegsministerium). Der SPD-Abgeordnete und bisherige Innenminister Erhard Auer wurde schwer verletzt, konnte jedoch durch eine Notoperation gerettet werden.
Von 1884 bis 1920 gehörte Eugen Jäger dem Speyerer Stadtrat an. Jäger trug den Titel eines königlichen Hofrates.

### Diözese

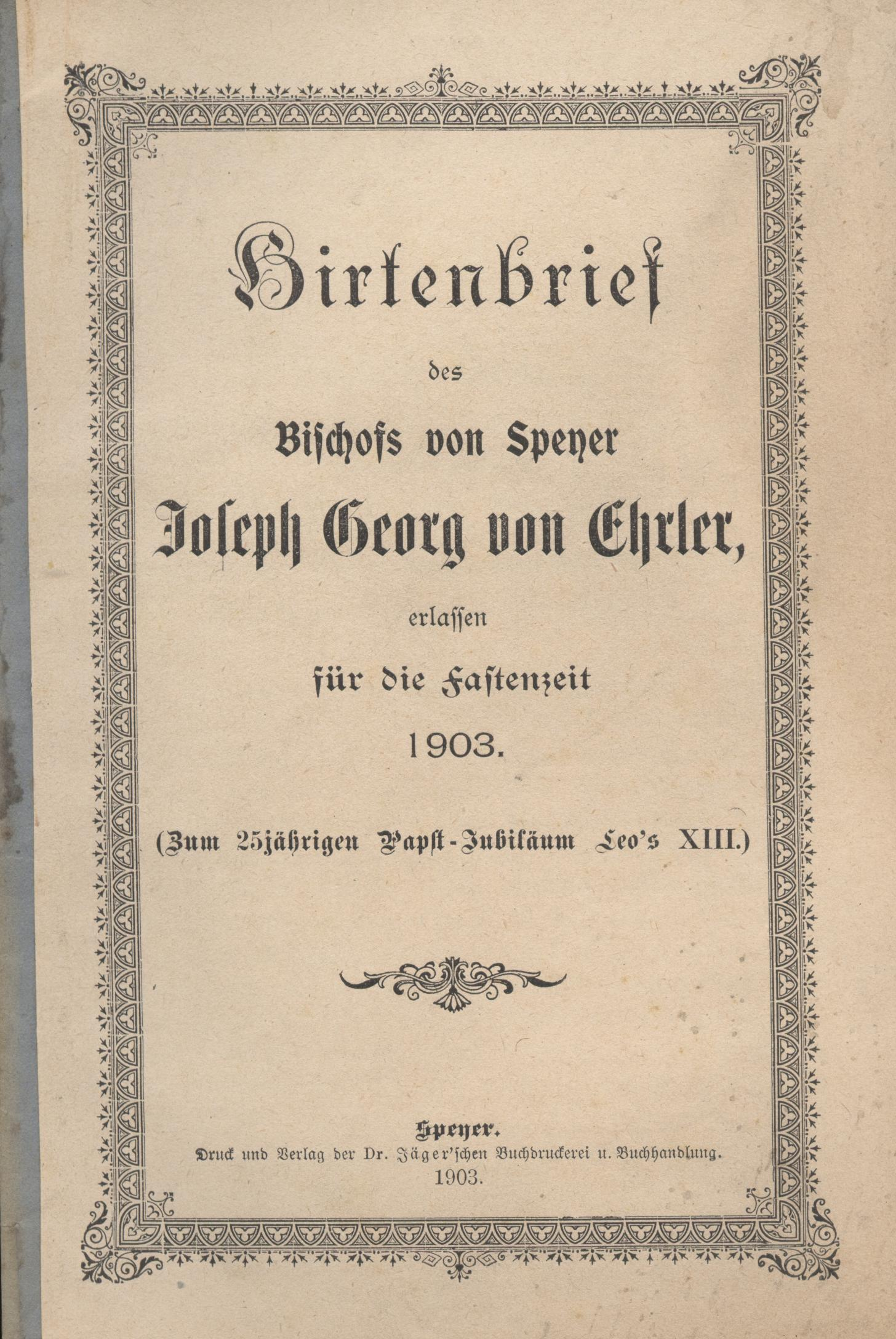
Hirtenbrief des Speyerer Bischofs Georg von Ehrler, 1903, publiziert im Jägerschen Verlag, Speyer.

Jakob Bisson widmete ihm 1956 in seinem diözesangeschichtlichen Standardwerk Sieben Speyerer Bischöfe und ihre Zeit ein eigenes Kapitel, da er einer der bedeutendsten katholischen Laien des Bistums war. In Speyer ist eine Straße nach Eugen Jäger benannt.
Jäger beschäftigte sich in seinen eigenen, vorwiegend politischen Publikationen besonders mit sozialen Themen, der Agrarfrage und dem Genossenschaftswesen sowie der Kirchenpolitik und veröffentlichte u. a. Der moderne Sozialismus (1873) und Die Agrarfrage der Gegenwart (4 Bände, 1882–1893), Geschichte des deutschen Bauernstandes (1889). Außerdem gab er kurz vor seinem Tod politische Memoiren heraus, unter dem Titel: Innenpolitische Erinnerungen aus der wilhelminischen Aera (1926).
In seinem Buchverlag erschienen vor der Gründung des kircheneigenen Pilger-Verlags sehr viele Schriften der Diözese Speyer. Über Jahrzehnte hinweg wurden im Jägerschen Druckereiverlag sämtliche Hirtenbriefe der Bischöfe von Speyer, die Generalien (schriftliche Verordnungen) des Ordinariats und späterhin die sie ersetzenden Oberhirtlichen Verordnungsblätter (OVB) publiziert, dazu auch wichtige Bücher, wie etwa die Biographien von Bischof Konrad Reither (Jakob Baumann, 1910), von Bischof Daniel Bonifazius von Haneberg (A. Huth, 1927), über Domkapitular Franz Xaver Remling (Jakob Baumann, 1903) und über den Prälaten Damian Hugo Philipp Graf von Lehrbach (Joseph Schwind, 1915).
Ganz im Sinne von Eugen Jäger publizierte die Jägersche Druckerei in Speyer 1937 die päpstliche Enzyklika Mit brennender Sorge in einer Auflage von rund 40.000 Exemplaren und wurde daraufhin staatspolizeilich geschlossen, die Eigentümer später entschädigungslos enteignet. Erst 1951 an die ursprünglichen Besitzer zurückgegeben, wurde die Fa. Jäger Druck GmbH in Speyer 1972 durch die Fa. Ernst Klett Stuttgart übernommen. Seit dieser Zeit führt Walter Wirtz, abgesehen von kleineren Unterbrechungen, die Geschäfte der Fa. Jäger Druck GmbH. 1989 kaufte Wirtz die Fa. Jäger Druck GmbH auf. Seit diesem Zeitpunkt firmiert das Unternehmen als Walter Wirtz Druck & Verlag.

### Ehe
1869 heiratete er Lina Moll, die bereits 1871 bei einer Totgeburt starb. Seit 1874 war er verheiratet mit Rosa Neu aus Obermoschel. Sie schenkte ihm 13 Kinder.

### Grab
Er starb mit 83 Jahren in Speyer und wurde auf dem Friedhof Speyer (damals Neuer Friedhof) beigesetzt. Das Grab mit der Aufschrift FAMILIE JAEGER existiert noch heute.

## Gedenkstätte

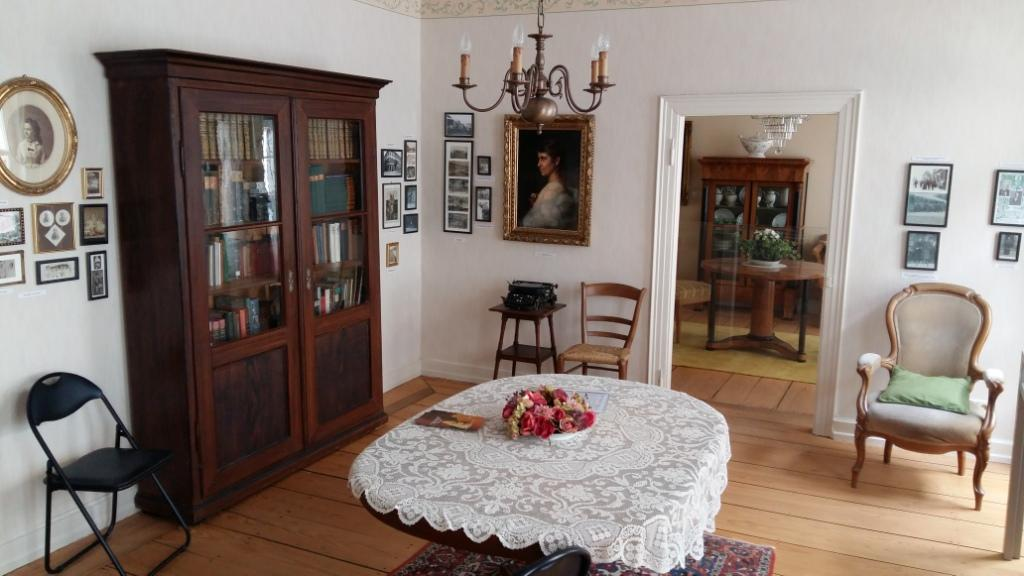
Eugen-Jäger-Stube

Die Stadt Speyer und die 2012 gegründete Eugen-Jäger-Stiftung unterhalten in der Kleinen Pfaffengasse die Eugen-Jäger-Stube als Gedenkstätte für den Verleger. Gezeigt werden in drei Räumen über dem Museum SchPIRA Ausstattungsgegenstände, Bücher, Bilder und andere persönliche Gegenstände aus dem Nachlass Jägers und seiner Familie.

## Werke
- Der moderne Socialismus. Karl Marx, die Internationale Arbeiter-Assoziation, Lassalle und die deutschen Socialisten. G. van Muyden, Berlin 1873 (archive.org).
- V. A. Huber ein Vorkämpfer der socialen Reform. In seinem Leben und seinen Bestrebungen dargestellt. Puttkammer & Mühlbrecht, Berlin 1880
- Genossenschaftswesen und die Reform des Genossenschaftsgesetzes. Germania, Berlin 1884 (dlib-pr.mpier.mpg.de).
- Die Handwerkerfrage. Germania, Berlin 1887
- Die französische Revolution und die sociale Bewegung. Band 1, Frankreich am Vorabende der Revolution von 1789. Puttkammer und Mühlbrecht, Berlin 1890 (Geschichte der socialen Bewegnung und des Socialismus in Frankreich Band 2).
- Agrarfrage der Gegenwart. Socialpolitische Studien. 4 Bände. Puttkammer und Mühlbrecht, Berlin 1882–1893.
- P. v. Rhein (Pseudonym von Eugen Jäger): Jesuiten und Evangelischer Bund. Zeitgemäße Betrachtungen über 1. Jesuitenmoral u. Luthermoral, 2. Der Zweck heiligt das Mittel, 3. Die Lehre vom Tyrannenmord, 4. Protestantische Vertheidiger des Tyrannen- u. Königsmordes. 1892.
- Die Bayerische Steuer-Reform von 1899. Ein Beitrag zur Mittelstandspolitik. Jäger’sche Buchdruckerei und Buchhandlung, Speyer 1900.
- Die Wohnungsfrage. Germania, Berlin 1902 (archive.org).
- Die Reichsfinanzreform von 1906 und ihre neuen Steuern.  1.–3. Taus. Zentralstelle d. Volksver. f. d. kath. Deutschland, M. Gladbach 1906.
- Das Zuwachssteuergesetz vom 14. Februar 1911. Seine wichtigsten Bestimmungen mit Anleitung und Beispielen zum Gebrauch für Grund- und Hausbesitzer. Volksvereins-Verlag, Mönchen-Gladbach 1913.
- Krieg und Kriegsziele. Pustet, Regensburg 1917 (= Bücher der Stunde. Band 2).
- Des großbritannischen Weltreichs Werdegang und Aufstieg. Eine kolonialpolitische Studie. Volksvereins-Verlag, M. Gladbach 1922 (= Staatsbürger-Bibliothek Heft 107).
- Erinnerungen aus der wilhelminischen Zeit. Haas & Grabherr, Augsburg  1926 (= Politik und Kultur. 3).

## Nachlass
- Eugen Jäger (Teilnachlass im Landesarchiv Speyer)